# Sepiola rossiaeformis
Sepiola rossiaeformis är en bläckfiskart som beskrevs av Pfeffer 1884. Sepiola rossiaeformis ingår i släktet Sepiola och familjen Sepiolidae. IUCN kategoriserar arten globalt som otillräckligt studerad. Inga underarter finns listade i Catalogue of Life.